# Cytadela w Aleppo

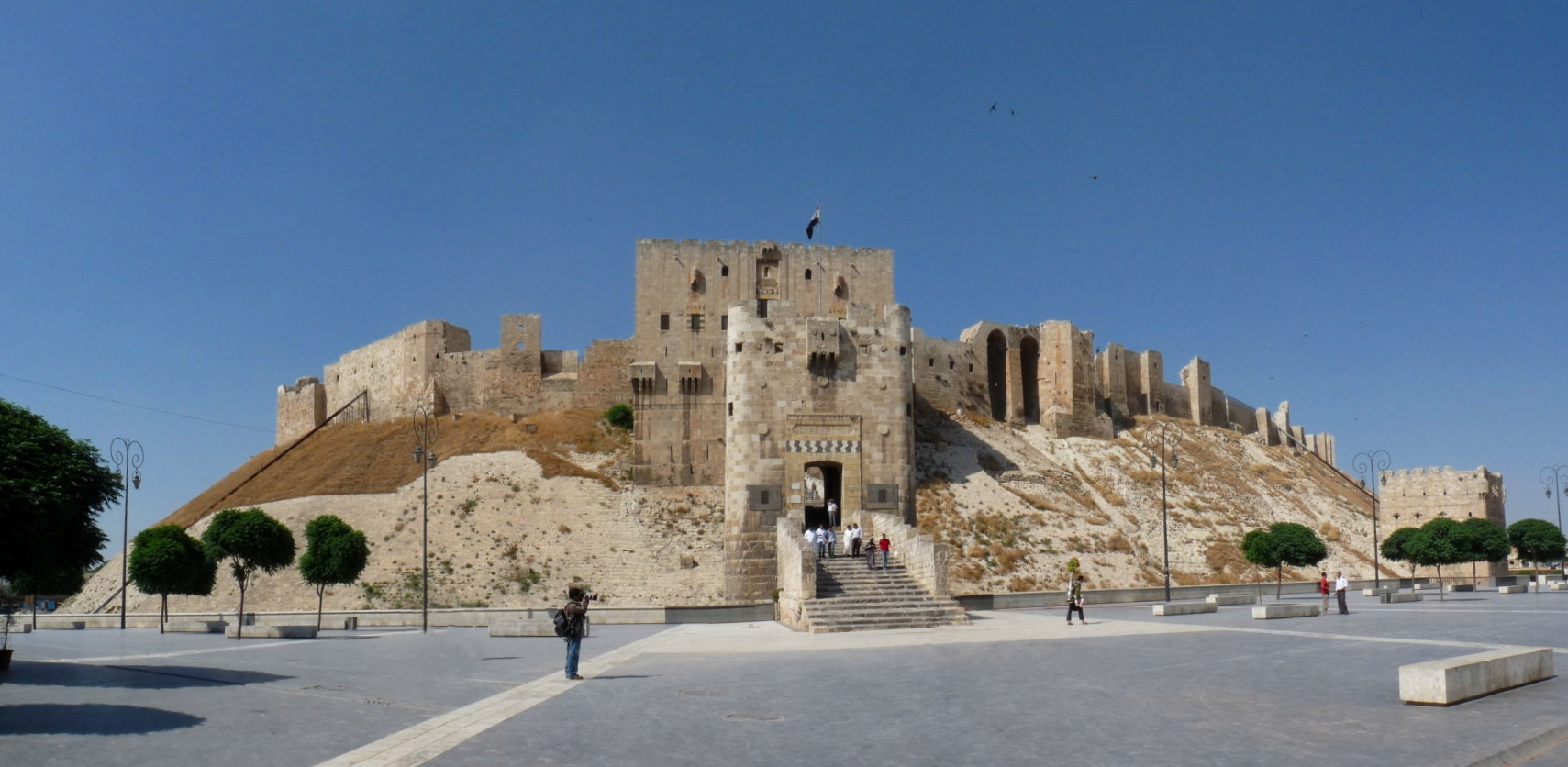

Cytadela w Aleppo (arab. قلعة حلب ), ufortyfikowany pałac położony w centrum starego miasta Aleppo, w północnej Syrii.

## Historia
Pierwsze fortyfikacje datowane są na epokę brązu. W okresie bizantyjskim wzniesione zostały mury z wysuniętymi wieżami. W XII wieku mury fortecy zostały wzmocnione przez Az-Zahira Ghaziego, syna Saladyna. Po zdobyciu przez Mongołów w 1260 cytadela została zniszczona. Odbudowana w 1292 przez Mameluków została rozbudowana o kazamaty na zboczach i tajne podziemne korytarze. W XV wieku ponownie zniszczona przez Tamerlana - odbudowana w czasach Imperium Osmańskiego.